# Patalene falcularia
Patalene falcularia är en fjärilsart som beskrevs av Jan Sepp 1852. Patalene falcularia ingår i släktet Patalene och familjen mätare. Inga underarter finns listade i Catalogue of Life.

## Bildgalleri

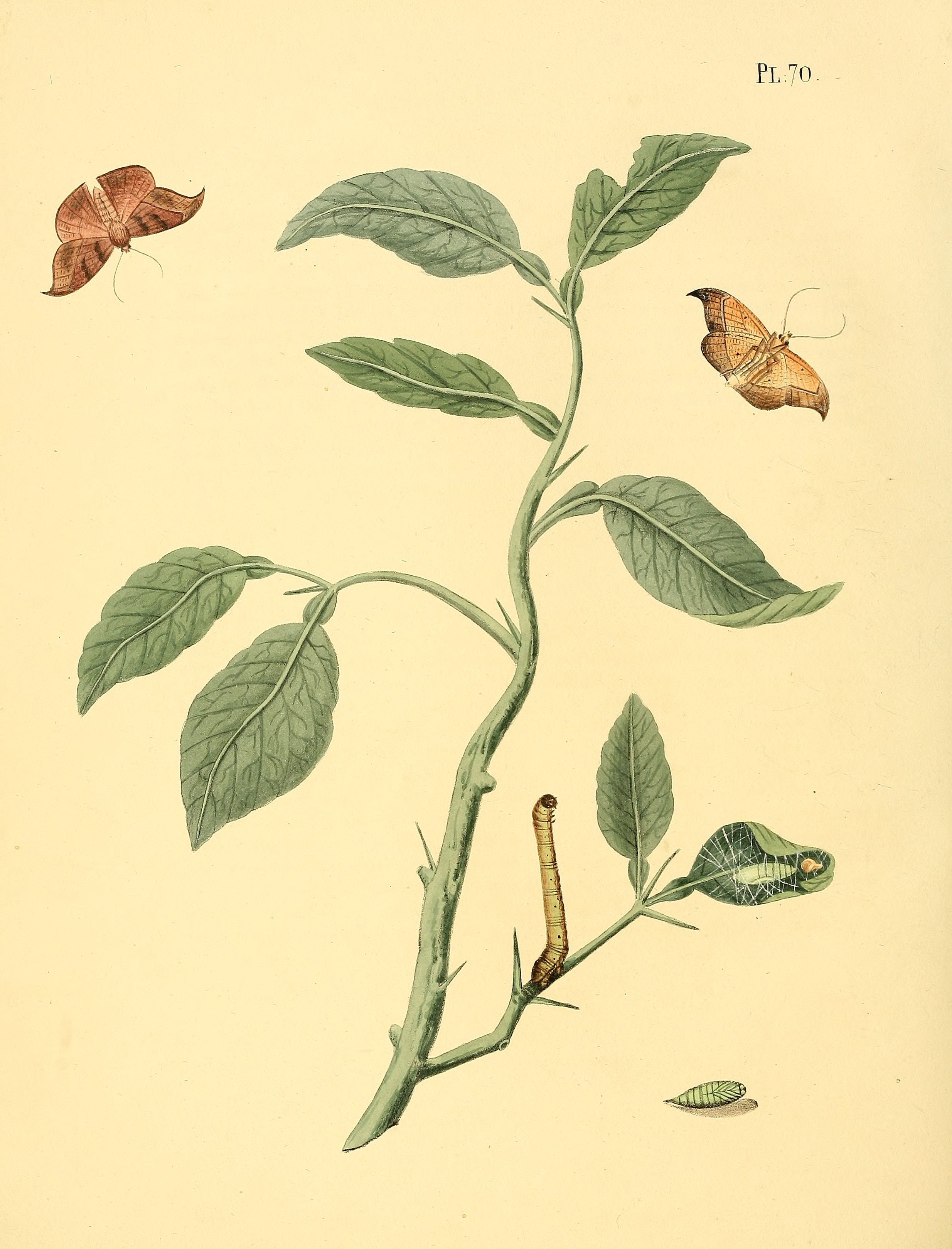